# Calendar Tzolk'in
Calendarul Tzolk'in este bazat pe un ciclu de 13 * 20 = 260 de zile divinatorii și religioase din calendarul maya.
Acest calendar ritual de 260 de zile este comun tuturor civilizațiilor columbiene din Mezoamerica (indienii Nahuas îl numeau tonalpohualli). Originea acestui calendar este obscură. Cele mai vechi atestări datează din 650 î. Hr în nume de calendare.

## Structura
Acesta este produsul unui ciclu de 13 rânduri 
„a”
 (numere de la 1 la 13) și a unui ciclu ordonat de 20 de semne 
„X”
de zile (primul semn este citit Imix, urmat de Ik, ultimul este Ahau (Ajaw); lista exhaustivă este detaliată mai jos). 

O zi în tzolk'in, a spus 
„a X”
, de exemplu, 4 Ahau (dată celebră ca ziua de origine asociată cu un răsărit al lui Venus). Legea de succesiune este : succesorul lui 
„a X”
 = succesor al lui
„a”
 succesorul lui
„X”
 : 1 Imix, 2 Ik, 3 Akbal, 4 Kan... (succesorul lui 13 este 1, iar după Ahau este, de la capăt, iar Imix). 13 și 20 fiind prime între ele, procedeul permite să se succeadă toate combinațiile posibile, adică 260.
Combinația unei date din calendarul tzolk'in cu o dată din calendarul haab dă o dată care se repetă la fiecare 18 980 zile (73 tzolk'in sau 52 ha'ab, adică 52 de ani aproximativ), ceea ce face ca această perioadă, de multe ori numită Calendar Ritual  sau Calendar Round (CR), să fie un fel de echivalent al unui "secol" în calendarul gregorian utilizat în prezent în foarte multe țări, în special în lumea occidentală. Datele din CR au două componente : o dată tzolk'in și o dată ha'ab, de exemplu : 4 Ahau 8 Cumku. Trebuie remarcat faptul că specialiștii (arheologi, epigrafiști) nu au găsit, printre azteci, nicio dată CR pentru că aztecii nu au scris date echivalente cu datele ha'ab Maya.

## Zile și glife
Iată cele 20 de semne ale zilei din calendarul tzolk'in:
| Nr.séq.. | Numele zilei . | Exemple de glife gravate | Exemple de glife de codex. | Yucateq din sec. Format:16e. | Maya clasic reconstruit. | Fenomen associat sau sens. |
| -------- | -------------- | ------------------------ | -------------------------- | ---------------------------- | ------------------------ | -------------------------- |
| 01       | Imix'          |                          |                            | Imix                         | Imix (?) / Ha' (?)       | nufăr                      |
| 02       | Ik'            |                          |                            | Ik                           | Ik'                      | vânt                       |
| 03       | Ak'b'al        |                          |                            | Akbal                        | Ak'b'al (?)              | negru, noapte              |
| 04       | K'an           |                          |                            | Kan                          | K'an (?)                 | porumb                     |
| 05       | Chikchan       |                          |                            | Chicchan                     | (inconnue)               | șarpe ceresc               |
| 06       | Kimi           |                          |                            | Cimi                         | Cham (?)                 | moarte                     |
| 07       | Manik'         |                          |                            | Manik                        | Manich' (?)              | cerb                       |
| 08       | Lamat          |                          |                            | Lamat                        | Ek' (?)                  | Venus                      |
| 09       | Muluk          |                          |                            | Muluc                        | (inconnue)               | jad, apă                   |
| 10       | Ok             |                          |                            | Oc                           | (inconnue)               | câine                      |
| 11       | Chuwen         |                          |                            | Chuen                        | (inconnue)               | maimuță                    |
| 12       | Eb'            |                          |                            | Eb                           | (inconnue)               | ploaie                     |
| 13       | B'en           |                          |                            | Ben                          | (inconnue)               | porumb verde/crud          |
| 14       | Ix             |                          |                            | Ix                           | Hix (?)                  | jaguar                     |
| 15       | Men            |                          |                            | Men                          | (inconnue)               | uliu                       |
| 16       | Kib'           |                          |                            | Cib                          | (inconnue)               | ceară                      |
| 17       | Kab'an         |                          |                            | Caban                        | Chab' (?)                | pământ                     |
| 18       | Etz'nab'       |                          |                            | Etznab                       | (inconnue)               | silex                      |
| 19       | Kawak          |                          |                            | Cauac                        | (inconnue)               | furtună                    |
| 20       | Ajaw           |                          |                            | Ahau                         | Ajaw                     | senior                     |

Astfel, după 4 Ajaw (Ahau) ar fi 5 Imix, apoi 6 Ik, apoi 7 Akbal etc, până la 13 Muluc, apoi 1 Oc, 2 Chuen etc, până la 12 Imix, și apoi 13 Ik.